# José Carlos Olivares
José Carlos Olivares Vilches (Puerto Lumbreras (Murcia) 6 de marzo de 1979), exfutbolista que jugaba como defensa central y entrenador de fútbol español. 

## Trayectoria

### Como jugador
Nacido en la localidad murciana de Puerto Lumbreras el 6 de marzo de 1979. Es hijo de Pedro Olivares, que fue jugador del Lorca de 1977 a 1980. Comenzó en las bases del CD Lumbreras, como infantil y cadete, de donde pasó al Lorca Deportiva juvenil. 
De allí pasó al juvenil del Real Murcia y tras debutar con el Real Murcia B en Tercera División pasó al Real Zaragoza B de Segunda División B. 
En 2001 fichó por la UD Almería, con la que ascendió a Segunda División, donde jugó dos años.
El CD Logroñés lo incorporó a sus filas donde sólo estuvo un año. 
Fichó por el Águilas CF de Tercera División y contribuyó al ascenso a Segunda División B, jugó dos años más en el conjunto aguileño, disputando una fase de ascenso a Segunda División. Al finalizar su contrato en el verano de 2007 ficha por el Lorca Deportiva CF y tras sólo un año en el club se marcha. 
En septiembre de 2008 ficha por el Caravaca CF. En Caravaca consigue el ascenso a Segunda División B y en la temporada siguiente la permanencia, siendo uno de los jugadores con más partidos. 
En julio de 2010 ficha por el Lorca Atlético CF.
Tras dos temporadas en el conjunto lorquino, su último club fue el Águilas CF, donde se retiró al término de la temporada 2012-13.

### Como entrenador
Tras colgar las botas, ejercería como fisioterapeuta, hasta que en mayo de 2021, se hace cargo del Huércal-Overa CF del Grupo XIII de la Tercera División de España que estaba en puestos de descenso y con el que logró salvar la categoría.
En febrero de 2022, sería destituido tras ocupar el conjunto almeriense puestos de descenso en la Tercera División de España.
En diciembre de 2022, firma como entrenador del Club Deportivo Lumbreras de la Primera Autonómica de la Región de Murcia.

## Clubes

### Como jugador
| Club                    | País   | Años      |
| ----------------------- | ------ | --------- |
| Lorca Deportiva juvenil | España | 1995-1996 |
| Real Murcia juvenil     | España | 1996-1997 |
| Real Murcia Imperial    | España | 1997-1999 |
| Real Zaragoza B         | España | 1999-2001 |
| UD Almería              | España | 2001-2004 |
| CD Logroñés             | España | 2003-2004 |
| Águilas CF              | España | 2004-2007 |
| Lorca Deportiva CF      | España | 2007-2008 |
| Caravaca CF             | España | 2008-2010 |
| Lorca Atlético CF       | España | 2010-2012 |
| Águilas CF              | España | 2012-2013 |

### Como entrenador
| Club                     | País   | Años      |
| ------------------------ | ------ | --------- |
| Huércal-Overa CF         | España | 2021-2022 |
| Club Deportivo Lumbreras | España | 2022-2024 |